# 12167 Olivermüller
12167 Olivermüller è un asteroide della fascia principale. Scoperto nel 1973, presenta un'orbita caratterizzata da un semiasse maggiore pari a 2,3885928 UA e da un'eccentricità di 0,2171953, inclinata di 9,59746° rispetto all'eclittica.
L'asteroide è stato dedicato da Ingrid van Houten-Groeneveld al cardiologo tedesco Oliver Müller che l'ha avuta in cura.